# Nicolas Lossky
Pour les articles homonymes, voir Lossky.
Nicolas Lossky (en russe : Никола́й Ону́фриевич Ло́сский), né le 24 novembre (6 décembre) 1870 dans l'Empire russe à Kreslavka (ouiezd de Dünaburg appartenant au gouvernement de Vitebsk) et mort le 24 janvier 1965 à Saint-Geneviève-des-Bois, est un philosophe d'origine russe qui fut l'un des fondateurs de l'intuitivisme, issu du personnalisme. C'est le père du théologien Vladimir Lossky.

## Biographie
Lossky naît dans une famille d'origine polonaise russifiée. Son père Onuphre Losski est orthodoxe d'origine polonaise et sa mère, née Adélaïde Przylenicka, est une catholique polonaise. La famille déménage en 1872 à Dagda. Nicolas entre en 1881 au lycée classique de Vitebsk où il fait ses humanités, mais il en est exclu en 1887 pour propagande athée et tendance socialiste. Il poursuit donc ses études à Berne à la faculté de philosophie, puis dans l'Empire allemand de 1901 à 1905 où il suit notamment les cours de Wilhelm Windelband à Strasbourg, de Wilhelm Wundt à Leipzig et de G.E. Müller à Göttingen. Il retourne ensuite en Russie, où il devient Privat-Dozent à la faculté de philosophie de l'université de Saint-Pétersbourg, puis assistant. Il retourne alors à la foi.
Il est nommé en 1916 professeur de l'université de Petrograd et enseigne au lycée privé de jeunes filles Stoïounina. Il eut notamment Ayn Rand comme élève. Après la Révolution d'Octobre, il se rapproche de l'enseignement de Paul Florensky ; mais il est privé de sa chaire à cause de ses convictions chrétiennes et expulsé de Russie bolchévique en 1922, après avoir critiqué les excès de la guerre civile russe. Il demeure à Prague de 1922 à 1942, où il enseigne à l'université russe ; puis il est professeur de philosophie de 1942 à 1945 à Bratislava. Il donne ensuite des cours à l'institut Saint-Serge de Paris.
Il est invité à s'installer aux États-Unis où il enseigne de 1950 à 1953 au séminaire Saint-Vladimir de Crestwood (en) (État de New York).
Il meurt à Paris en 1965. Il est enterré au cimetière russe de Sainte-Geneviève-des-Bois.

## Œuvres
- Les Doctrine fondamentales de la psychologie du point de vue du volontarisme «Фундаментальные Доктрины Психологии с Точки зрения Волюнтаризма»(1903)
- Le Fondement de l'intuitivisme «Обоснование интуитивизма»(1906)
- Le Monde comme un tout organique «Мир как органическое целое» (1917)
- Questions fondamentales de la gnoséologie «Основные вопросы гносеологии» (1919)
- La Liberté de la volonté «Свобода воли» (1927)
- L'Intuition, la Matière et la Vie (édition française 1928)
- Valeur et existence «Ценность и существование» (1931) (sur l'axiologie) (traduit en anglais par N. O. Lossky et J. S. Marshall, Value and Existence, 1935)
- Le Matérialisme dialectique en URSS «Диалектический Материализм в СССР» (1934)
- L'Intuition sensible, intellectuelle et mystique«Чувственная, интеллектуальная и мистическая интуиция» (1938)
- L'Intuition intellectuelle, l'existence idéale et l'activité créative «Интеллектуальная интуиция и идеальное бытие, творческая активность» (1941)
- 'L'Intuition mystique «Мистическая интуиция» (1941)
- Évolution et vie idéale «Эволюция и идеальное бытие» (1941)
- Dieu et le mal universel «Бог и всемирное зло» (1941)
- Les Conditions du bien absolu «Условия абсолютного добра»(1944); traduit en français comme Les Conditions de la Morale Absolue (1949)
- Histoire de la philosophie russe «История российской Философии »(1951)
- Le Monde comme réalisation de la beauté «Мир как осуществление красоты»(1945)
- Dostoïevski et sa compréhension chrétienne du monde «Достоевский и его христианское мировоззрение»(1953)
- Introduction à la philosophie (1957)